# Micrometru (unitate)
Micrometrul, numit neoficial și micron, este un submultiplu al metrului, unitatea de măsură pentru lungime în Sistemul Internațional. Între 1879 și 1967 s-au folosit în mod oficial ambele denumiri. În 1968, denumirea de micron a fost exclusă din Sistemul Internațional. În notațiile științifice este scris: 1×10−6 m sau 1/1 000 000 m.
Un fir de păr uman este de aproximativ 100 µm. O globulă roșie are un diametru de cca. 7 µm.

## Simboluri
Simbolul oficial actual al micrometrului în SI este μm. 
Simbolul μ este în mod oficial rezervat prefixului micro.
Neoficial, simbolul μ este încă folosit pentru micron. Unii specialiști preferă folosirea acestei vechi denumiri (micron) și a simbolului său (µ) pentru a se referi la micrometru. Această practică persistă, în pofida descurajării oficiale, probabil pentru a evita confuzia dintre unitatea de măsură și dispozitivul pentru măsurat lungimi cu aceeași denumire (micrometru).
În unele situații, în care nu este disponibil simbolul grafic μ, pentru micrometru se folosește notația nestandardizată um, de exemplu în codul ASCII sau la mașina de scris.

## Valoare
1 μm = 10-6m
1 μm = 10-3mm
1 μm = 103nm
| Nume   | quetta | ronna | yotta | zetta | exa  | peta  | tera  | giga  | mega  | kilo  | hecto | deca   |
| Simbol | Q      | R     | Y     | Z     | E    | P     | T     | G     | M     | k     | h     | da     |
| Factor | 1030   | 1027  | 1024  | 1021  | 1018 | 1015  | 1012  | 109   | 106   | 103   | 102   | 101    |
| Nume   | deci   | centi | mili  | micro | nano | pico  | femto | atto  | zepto | yokto | ronto | quekto |
| Simbol | d      | c     | m     | µ     | n    | p     | f     | a     | z     | y     | r     | q      |
| Factor | 10−1   | 10−2  | 10−3  | 10−6  | 10−9 | 10−12 | 10−15 | 10−18 | 10−21 | 10−24 | 10−27 | 10−30  |

## Domenii de utilizare
Micrometrul (micronul) se folosește ca unitate de măsură în multe domenii de activitate care operează cu dimensiuni mici. Iată câteva exemple: 
- în fizică, lungimile de undă ale radiațiilor infraroșii sunt de ordinul micrometrilor;
- în biologie, dimensiunile bacteriilor, celulelor sau particulelor de praf sunt de ordinul micronilor;
- în tehnologie, unele toleranțe se exprimă în microni.